# Тулуза-15
Тулуза-15 (фр. Toulouse-15, окс. Tolosa-15) — кантон во Франции, находится в регионе Юг — Пиренеи, департамент Верхняя Гаронна. Входит в состав округа Тулуза.
Код INSEE кантона — 3150. Всего в состав кантона Тулуза-15 входит 9 коммун, из них главной коммуной является Тулуза.

## Население
Население кантона на 2011 год составляло 68 218 человек.
| 1968   | 1975   | 1982   | 1990   | 1999   | 2006   | 2011   |
| ------ | ------ | ------ | ------ | ------ | ------ | ------ |
| 10 130 | 18 513 | 24 157 | 29 002 | 34 027 | 61 926 | 68 218 |

## Коммуны кантона
| Коммуна           | Население, чел. (2010) | Код INSEE | Почтовый индекс                          |
| ----------------- | ---------------------- | --------- | ---------------------------------------- |
| Кастельмору       | 3751                   | 31117     | 31180                                    |
| Л’Юньон           | 11 868                 | 31561     | 31240                                    |
| Монберон          | 2768                   | 31364     | 31140                                    |
| Пешбоньё          | 3940                   | 31410     | 31140                                    |
| Руфьяк-Толозан    | 1732                   | 31462     | 31180                                    |
| Сен-Жан           | 10 259                 | 31488     | 31240                                    |
| Сен-Женьес-Бельвю | 2164                   | 31484     | 31180                                    |
| Сен-Лу-Каммас     | 1801                   | 31497     | 31140                                    |
| Тулуза            | 441 802                | 31555     | 31000, 31100, 31200, 31300, 31400, 31500 |